# Process costing
Il process costing, come tecnica di allocazione dei costi, è tradizionalmente impiegato nel settore edilizio, dell'impiantistica, nella stampa, nelle produzioni continue di prodotti simili, come la catena di montaggio oppure la produzione organizzata a celle (in cui macchine vicine compiono la stessa attività).
La contabilità si complica notevolmente quando la produzione è multiprodotto e sono presenti dei Work In Progress (WIP, non solo prodotti finiti). Il calcolo è effettuato sotto l'ipotesi di un assorbimento lineare e costante degli overhead e del lavoro diretto, e di un'immissione puntuale delle materie prime (materie dirette) nel ciclo produttivo.
Se abbiamo dei WIP, s'introducono le unità equivalenti. Per ogni fase del processo, nei dati viene indicato a consuntivo il grado completamento del fattore lavoro e delle materie prime. Il coefficiente di completamento è una percentuale che vale o 0% o 100% per le materie prime, se vengono inserite alla fine oppure all'inizio del processo.
Il coefficiente di completamento del fattore lavoro è compreso fra questi valori. Gli overhead hanno lo stesso coefficiente del lavoro, perché si suppone che vengano realizzati col lavoro diretto.
Le unità di prodotto finito hanno coefficiente di completamento pari al 100%.
Nel caso multiprodotto, si devono calcolare le unità equivalenti, che richiedono prima di sapere i coefficienti di completamento del lavoro e delle materie prime per ogni attività del processo. Le unità equivalenti, per ogni prodotto, sono le unità di prodotto finito che potevano essere completate nel caso monoprodotto, producendo il solo prodotto in questione.
La somma di WIP e prodotti finiti (pesata sui coefficienti di completamento) è il totale di unità equivalenti prodotte. invece del costo unitario, si calcola il costo per unità equivalente. Si divide per le unità equivalenti il costo totale (materie prime, lavoro diretto, overhead) sostenuto alla data in questione per produrre prodotti finiti e WIP.
In questo modo, è possibile isolare il costo associato ai prodotti finiti da quello per i WIP.